# كولومبيون أفارقة
افرو كولومبيون Afro-Colombian مصطلح يشير إلى الكولومبيين من أصول أفريقية

## التاريخ

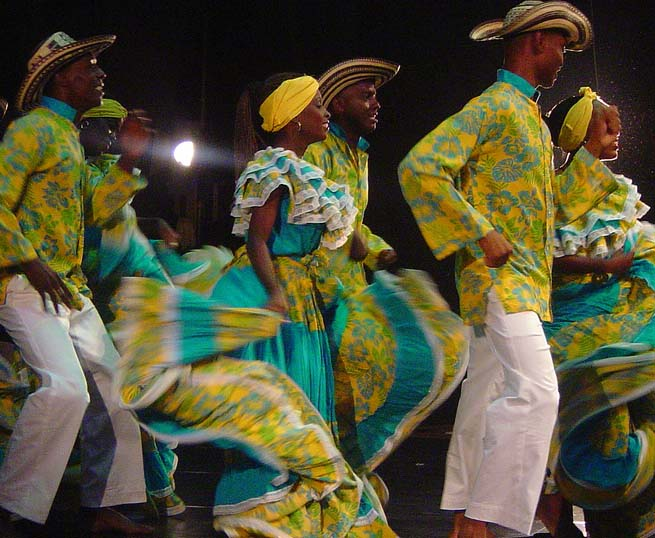

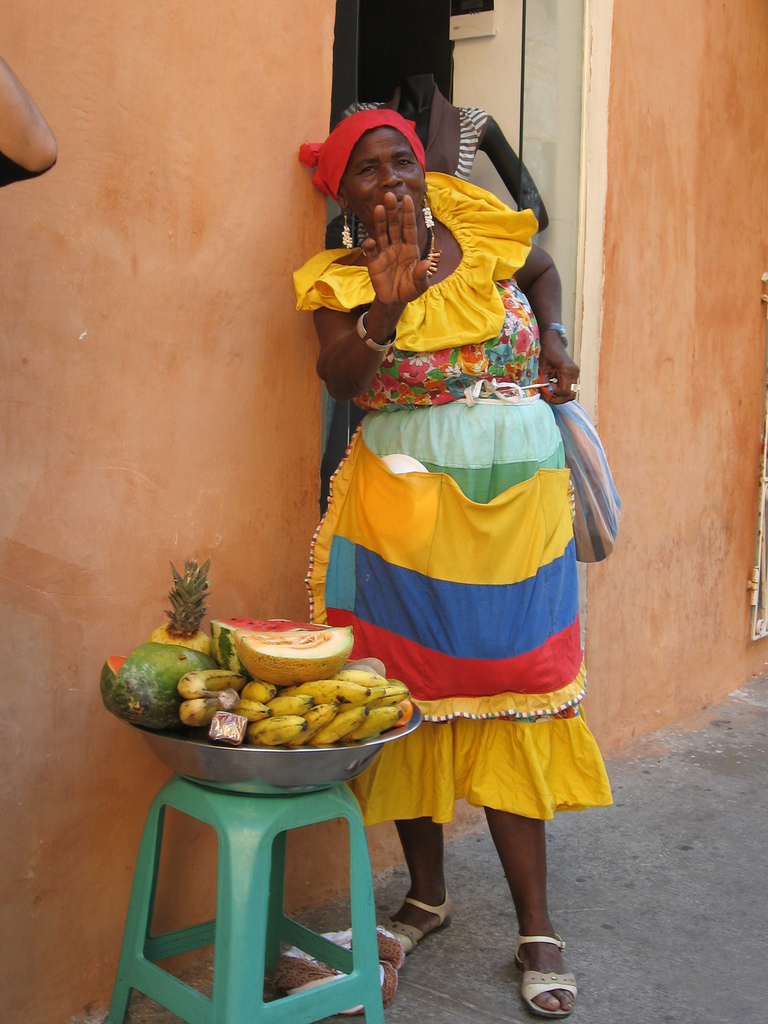
في كارتاخينا (كولومبيا)

## التوزيع السكاني

غالبا ما يقطنون في المناطق الساحلية

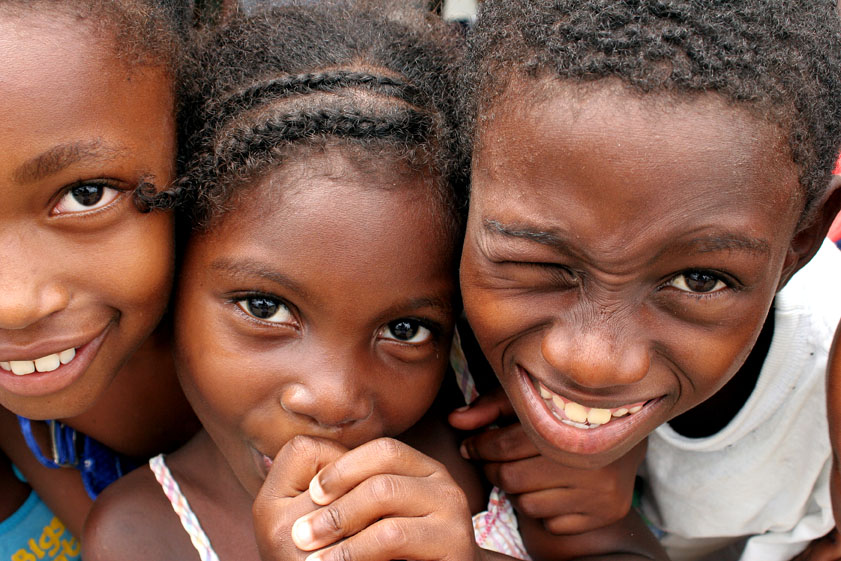
أطفال افروكولومب

## روابط خارجية
- Afro-Colombian Solidarity Network (http://www.afrocolombian.org)